# N34 (Belgien)
N34 er den nationale kystvej ved Nordsøen i det nordlige Belgien, hvor den over 70 km forbinder Knokke-Heist i øst og De Panne i vest.